# Takeda Izumo I.

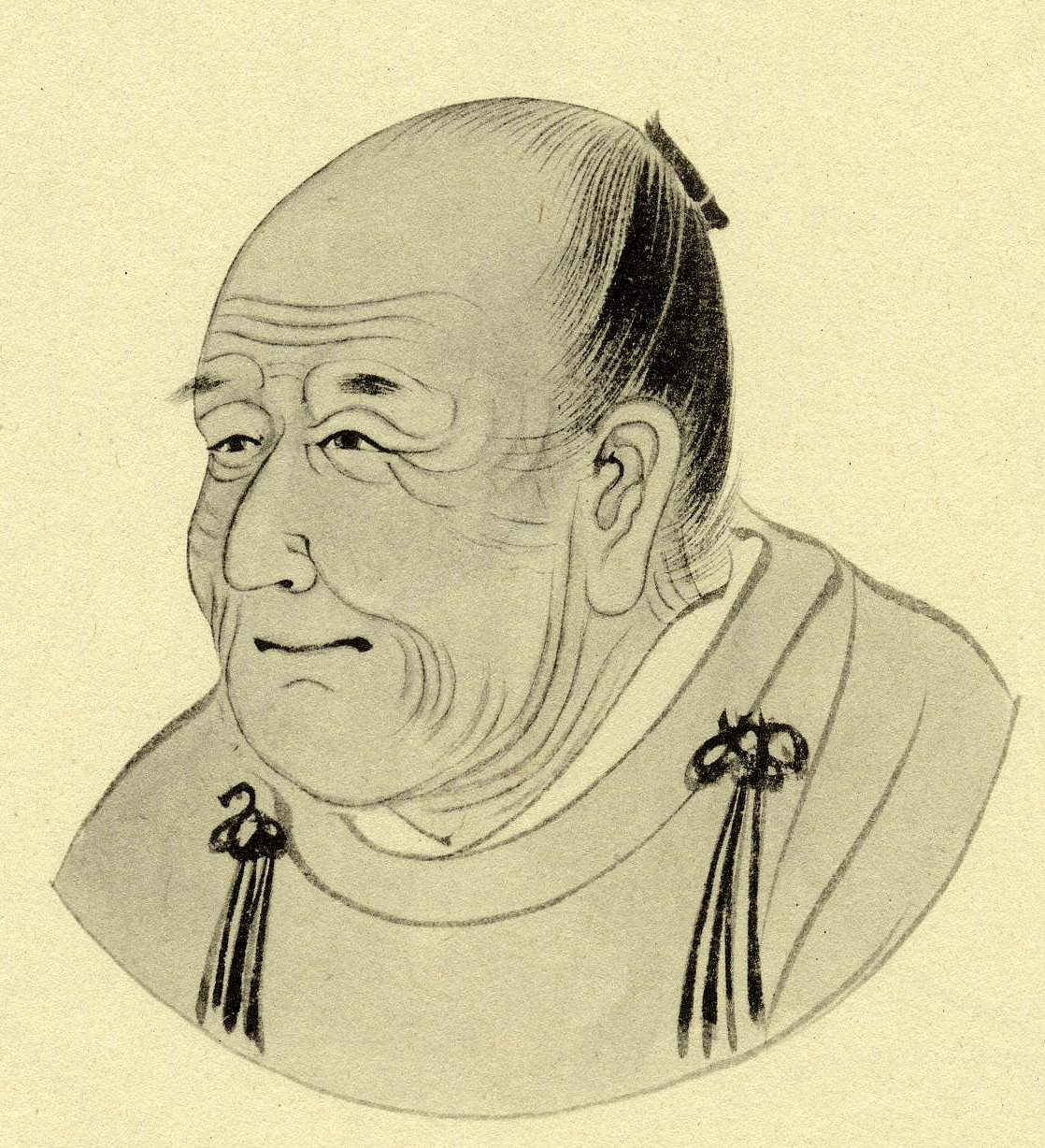
Takeda Izumo

Takeda Izumo I. (jap. 竹田出雲; Geburtsdatum und -ort unbekannt; † 1747 in Ōsaka) war ein japanischer Puppentheater-Leiter und Autor.
Er war entweder der Sohn oder der Bruder von Takeda Ōmie, einem Herstellers mechanischer Puppen (Karakuri), und arbeitete zunächst an den Vorführungen dieser Puppen im Dōtonbori-Vergnügungsviertel Ōsakas mit. 1704 begann er am Bunraku-Theater Takemoto zu arbeiten, wo er bereits ein Jahr darauf zum Zamoto, dem ersten Puppenspieler, aufstieg. In den Folgejahren übernahm er immer mehr Leitungsaufgaben des Theaters und war dafür verantwortlich, dass sowohl der Erzähler (Tayū) als auch die Musiker und Puppenführer während der Aufführungen (Degatari) für das Publikum sichtbar waren. Ebenso sorgte er für eine prächtigere Kostümierung der Puppen und ein reichhaltigere Ausstattung des Bühnenbilds. Die Mechanik der Puppen selbst wurde unter seiner Leitung durch eine Übernahme verschiedener Vorrichtungen von den Karakuri verbessert, wodurch die Puppen größere Bewegungsmöglichkeiten erhielten und von da an durch drei, nicht mehr einem Puppenspieler geführt wurden.
Ab 1723 begann Takeda unter Anleitung von Chikamatsu Monzaemon mit Schreiben von Stücken für das Bunraku-Theater. Unter den elf Stücken, die er alleine verfasste, war das auch vom Kabuki-Theater adaptierte Stück Ashiya Dōman Ōuchi Kagami das erfolgreichste. Als Koautor (Gassaku) arbeitete er unter anderem mit Hasegawa Senshi und Hasegawa Bunkodō. Beteiligt war er auch an der Entstehung des Stückes Sugawara Denju Tenarai Kagami, einem bis heute im japanischen Theater aufgeführten Historiendrama (Jidaimono). Als Autor verwendete er ebenfalls die Namen Takeda Senzengen I. und Takeda Geki II.